# Lac de la Rocheure
Le lac de la Rocheure est un lac de France situé en Savoie, dans le massif de la Vanoise.

## Géographie
Le lac est situé à 2 903 mètres d'altitude, juste sous le col de la Rocheure (2 911 mètres), sur son adret. Alimenté par les eaux de ruissellement, il constitue la source de la Rocheure, torrent affluent du Rhône via le Doron de Termignon, l'Arc et l'Isère.
D'un point de vue administratif, le lac est situé sur le territoire communal de Val-Cenis, juste au sud de la limite communale avec Tignes. De plus, il est inclus dans le parc national de la Vanoise.